# Svartgölen (Örsjö socken, Småland)
Svartgölen är en sjö i Nybro kommun i Småland och ingår i Hagbyåns huvudavrinningsområde.